# Austropyrgus sparsus
Austropyrgus sparsus is een slakkensoort uit de familie van de Hydrobiidae. De wetenschappelijke naam van de soort is voor het eerst geldig gepubliceerd in 1944 door Tom Iredale als Potamopyrgus sparsus.